# Osmadenia tenella
Osmadenia tenella Nutt. è una pianta della famiglia delle Asteraceae, endemica della California. È l'unica specie del genere Osmadenia.